# 摩尔人花园

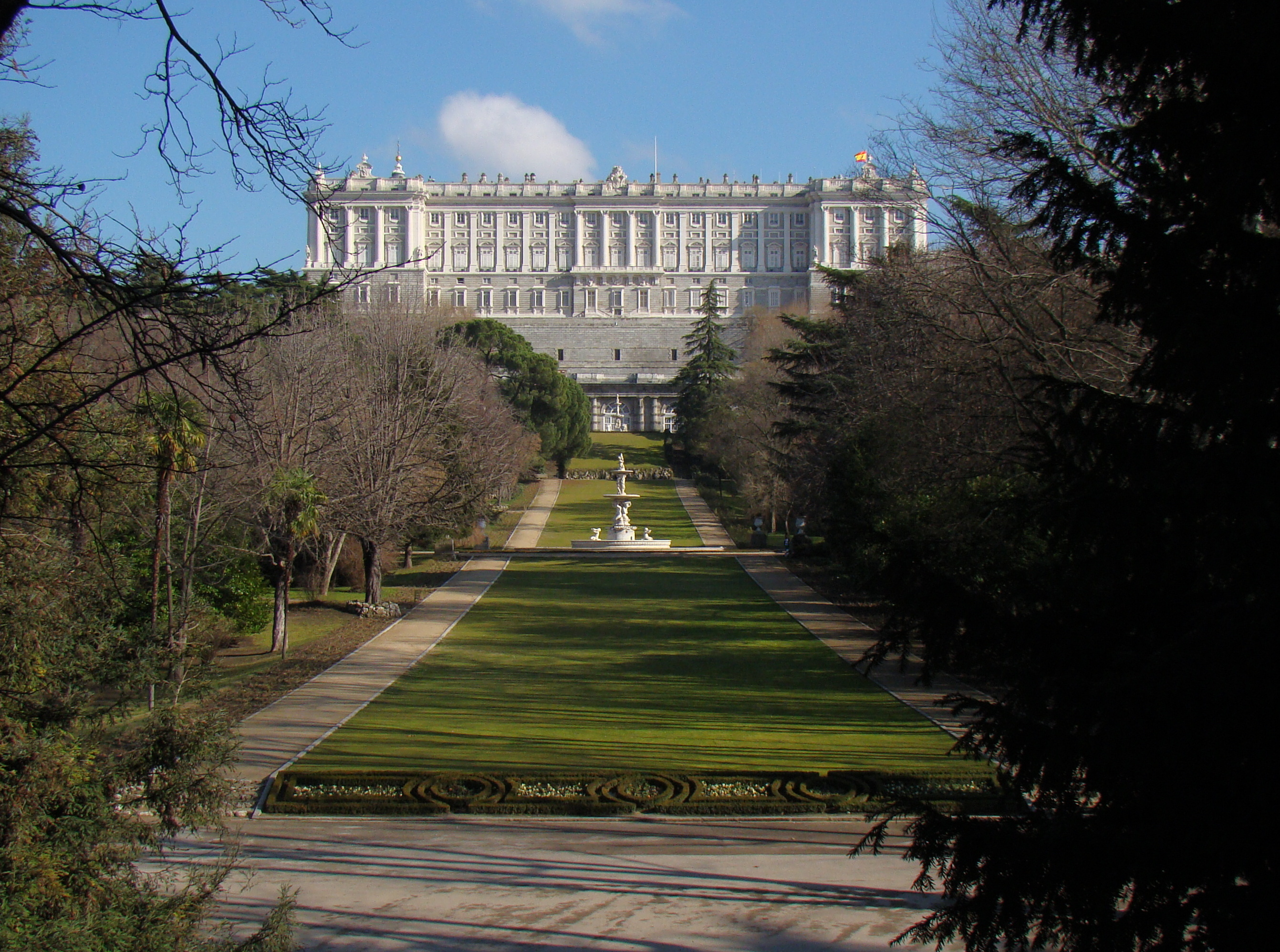
摩尔人花园和马德里王宫

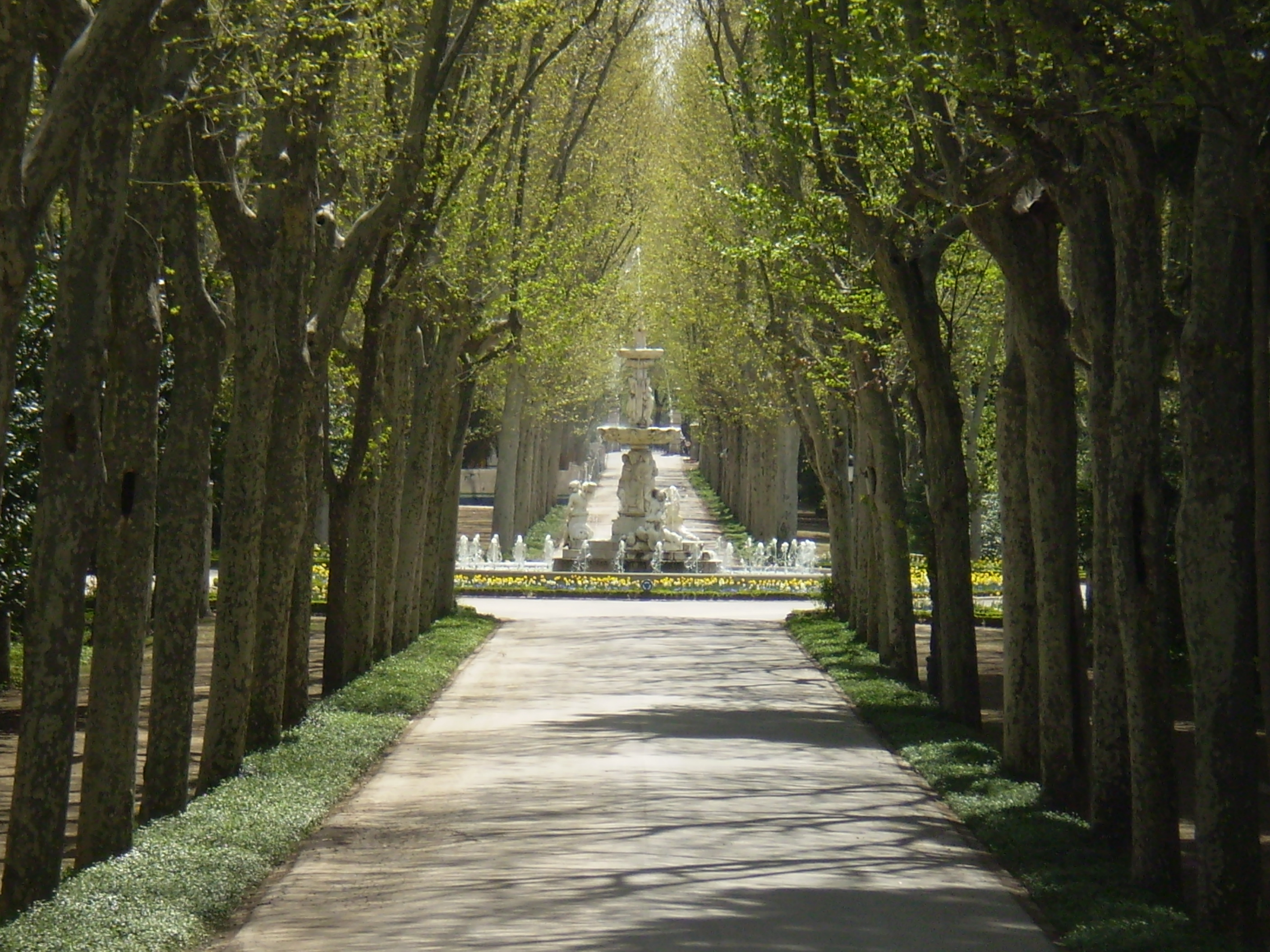
喷泉

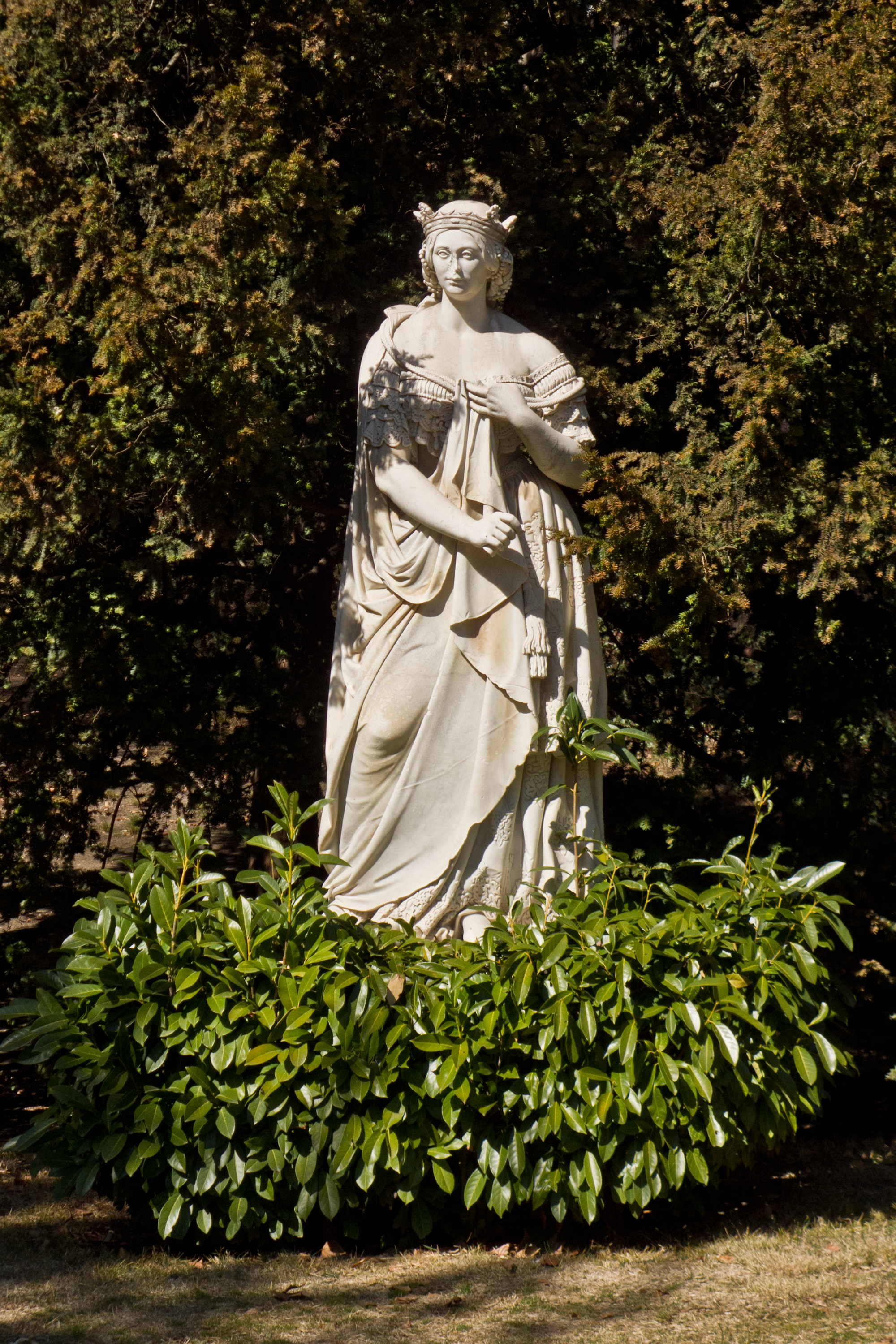
伊莎贝尔二世雕像

摩尔人花园（Campo del Moro）是西班牙马德里的一座花园，位于曼萨纳雷斯河以东，东到马德里王宫，西到圣母大道（Paseo de la Virgen del Puerto），北到圣维森特坡道（Cuesta de San Vicente），南到雅典公园，为观赏王宫的地点。
摩尔人花园是马德里王宫的三个花园之一，但是与萨巴蒂尼花园和东方广场不同，不是由马德里市议会管理，而是由西班牙王室管理。
1109年，穆斯林领袖阿里·本·优素福曾采取袭击，试图夺回在基督徒手中的马德里。据推测，他的部队驻扎在目前园林所在的地点。

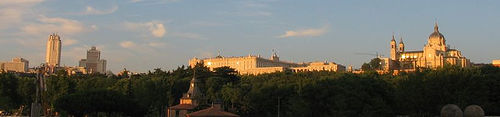
下方为摩尔人花园，后方中间为马德里王宫全景，右侧是兵器广场和阿尔穆德纳主教座堂，左侧为西班牙大厦和马德里塔